# Karolinski algonkijski jezik
Karolinski algonkijski jezik (ISO 639-3: crr; isto i Carolina Algonquian), jezik kojim su govorila neka algonquian plemena na području današnje sjeveroistočne Sjeverne Karoline.
Među ovim plemenima nalaze se Bear River, Chowanoc, Hatteras, Machapunga, Moratok, Pamlico i Weapemeoc.

## Vanjske poveznice
- Ethnologue (14th)
- Ethnologue (15th)